# Roger Talermo

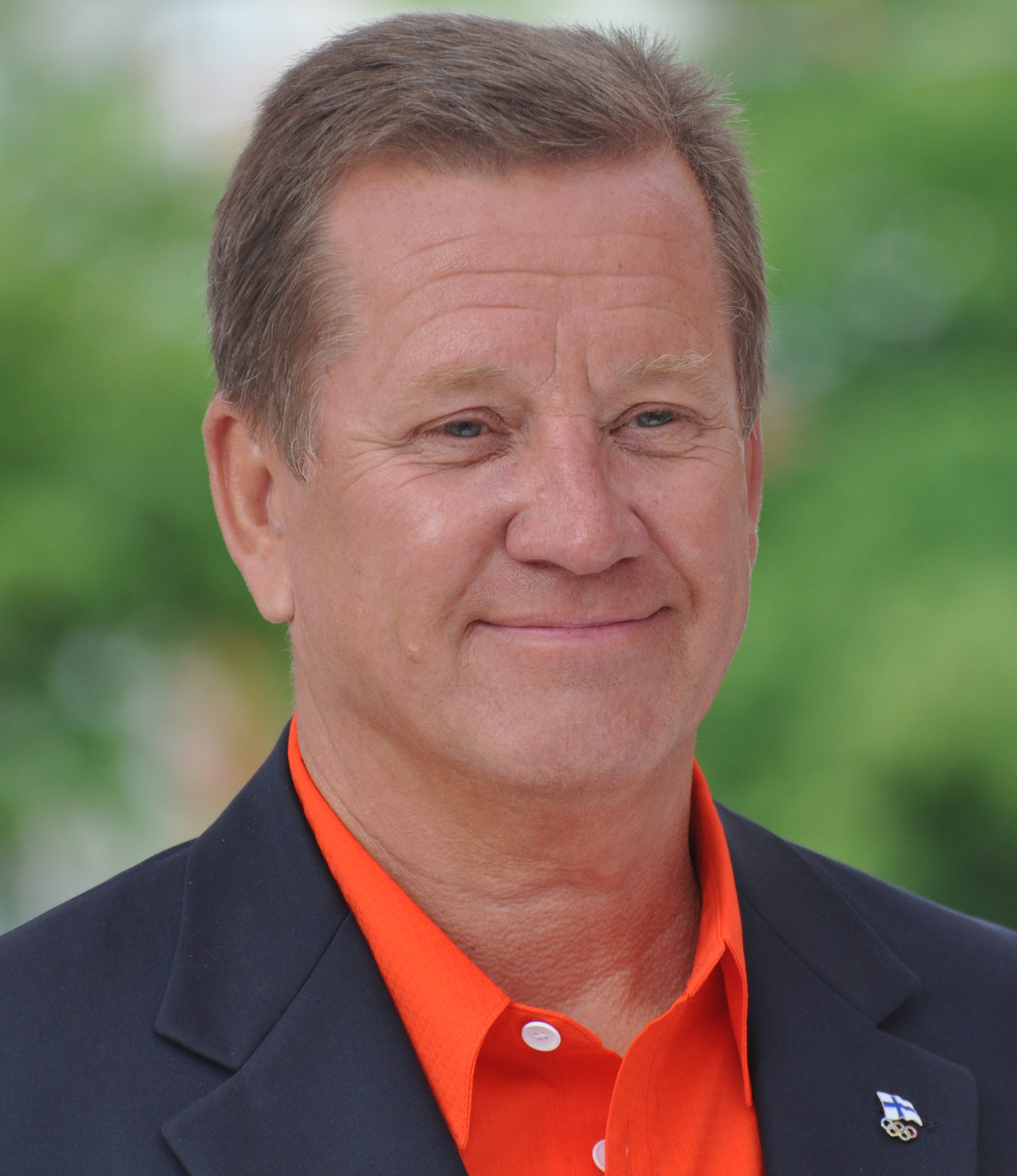
Roger Talermo, 2012.

Roger Ensio Talermo, född 24 november 1955 i Helsingfors, död augusti 2024, var en finländsk företags- och idrottsledare.
Talermo blev ekonomie magister 1995. Han arbetade 1979–1995 för den franska idrottsredskapstillverkaren Salomon i Finland, Frankrike, USA och Sverige samt blev 1995 vd för den österrikiska skidtillverkaren Atomic och 1996 för Amer Sports, där de två förstnämnda varumärkena då ingick. Han avgick som vd för Amer 2009 och lämnade företaget helt 2010.
Talermo tog i ungdomen åtta finländska mästerskap i freestyle och grundade 1975 det finländska freestyleförbundet, som han ledde till 1979. År 2004 utnämndes han till ordförande för Finlands Olympiska Kommitté.

## Utmärkelser
- Riddartecknet av I klass av Finlands Vita Ros’ orden,  2005[2]
- Finlands idrottskulturs förtjänstkors i guld,  2010[3]

[Redigera Wikidata]